# Christiane Kuller
Christiane Kuller (* 1. August 1970 in Bamberg) ist eine deutsche Historikerin.

## Leben
Christiane Kuller studierte von 1989 bis 1995 Neuere und Neueste Geschichte, Alte Geschichte, Politische Wissenschaften und Volkswirtschaftslehre an der Ludwig-Maximilians-Universität München. Ihre Magisterarbeit behandelte das Schicksal „afro-amerikanischer Besatzungskinder“ in Bayern in der Zeit von 1945 bis 1955.
Ihre Promotion, die durch ein Promotionsstipendium der Konrad-Adenauer-Stiftung gefördert wurde, erfolgte 2001 bei Hans Günter Hockerts zum Thema Familienpolitik im föderativen Sozialstaat, 1945-1975. Von August 2001 bis Juli 2004 war sie Wissenschaftliche Mitarbeiterin am Historischen Seminar der LMU München, Abteilung Neueste Geschichte und Zeitgeschichte, am Lehrstuhl von Hans Günter Hockerts. In dieser Zeit leitete sie die Arbeitsgruppe „Die Finanzverwaltung und die Verfolgung der Juden in Bayern“. Anschließend war sie ab Dezember 2004 Wissenschaftliche Assistentin am Historischen Seminar der LMU München, Abteilung Neueste Geschichte und Zeitgeschichte, am Lehrstuhl von Hans Günter Hockerts.
2011 legte sie im Fach Neuere und Neueste Geschichte ihre Habilitationsschrift mit dem Titel Finanzverwaltung und Judenverfolgung. Antisemitische Fiskalpolitik und Verwaltungspraxis im nationalsozialistischen Deutschland vor. Ab März 2011 war sie Privatdozentin für Neuere und Neueste Geschichte an der LMU in München.
Im Wintersemester 2012/13 und im Sommersemester 2013 hatte sie die Vertretung des Lehrstuhls für Zeitgeschichte an der FU Berlin inne. Seit Ende Oktober 2013 ist sie Professorin für Neuere und Zeitgeschichte und Didaktik der Geschichte an der Universität Erfurt.
Zu ihren Forschungsschwerpunkten zählen u. a. die Geschichte der Sozialpolitik, insbesondere die Geschichte des modernen Wohlfahrtsstaates in Europa, zeithistorische Kirchen- und Religionsgeschichte, die Geschichte der Judenverfolgung im nationalsozialistischen Deutschland, die Alltagsgeschichte der DDR und der Transformationszeit sowie die Geschichte von Erinnerungskulturen.

## Schriften (Auswahl)
- Familienpolitik im föderativen Sozialstaat. Die Formierung eines Politikfeldes in der Bundesrepublik 1949–1975. Oldenbourg, München 2004, ISBN 3-486-56825-6 (zugleich Dissertation).
- mit Maximilian Schreiber: Das Hildebrandhaus. Eine Münchner Künstlervilla und ihre Bewohner in der Zeit des Nationalsozialismus. Allitera-Verlag, München 2006, ISBN 3-86520-130-X.
- Finanzverwaltung und Judenverfolgung. Die Entziehung jüdischen Vermögens in Bayern während der NS-Zeit. Beck, München 2008, ISBN 978-3-406-10773-3.
- Bürokratie und Verbrechen. Antisemitische Finanzpolitik und Verwaltungspraxis im nationalsozialistischen Deutschland. Oldenbourg, München 2013, ISBN 978-3-486-71659-7 (zugleich überarbeitete Fassung der Habilitationsschrift).[6]